# Molops
Molops is een geslacht van kevers uit de familie van de loopkevers (Carabidae). De wetenschappelijke naam van het geslacht is voor het eerst geldig gepubliceerd in 1810 door Bonelli.

## Soorten
Het geslacht Molops omvat de volgende soorten:
- Molops albanicus Apfelbeck, 1904
- Molops alpestris (Dejean, 1828)
- Molops apfelbecki Ganglbauer, 1891
- Molops austriacus Ganglbauer, 1889
- Molops biokovensis J. Muller, 1916
- Molops bosnicus Ganglbauer, 1889
- Molops bucephalus Dejean, 1828
- Molops cephallenicus J. Muller, 1936
- Molops curtulus Ganglbauer, 1891
- Molops dalmatinus Dejean, 1828
- Molops dilatatus Chaudoir, 1868
- Molops dinaricus Apfelbeck, 1904
- Molops doderoi Schatzmayr, 1909
- Molops edurus (Dejean, 1828)
- Molops elatus (Fabricius, 1801)
- Molops euboeicus Ganglbauer, 1889
- Molops longipennis Dejean, 1828
- Molops malshentianus Apfelbeck, 1918
- Molops marcelloi Bosulini, 1957
- Molops marginepunctatus Dejean, 1831
- Molops matchai Roubal, 1917
- Molops merditanus Apfelbeck, 1906
- Molops montenegrinus L. Miller, 1866
- Molops obtusangulus Ganglbauer, 1889
- Molops osmanilis Apfelbeck, 1904
- Molops ovipennis Chaudoir, 1847
- Molops parnassicola Kraatz, 1875
- Molops parreyssi Kraatz, 1875
- Molops pentheri Apfelbeck, 1904
- Molops peristericus Apfelbeck, 1901
- Molops piceus Panzer, 1793
- Molops plurisetosus J. Muller, 1918
- Molops prenjus Apfelbeck, 1902
- Molops promissus Heyden, 1875
- Molops reiseri Apfelbeck, 1904
- Molops rhodopensis Apfelbeck, 1904
- Molops robustus (Dejean, 1828)
- Molops rufipes Chaudoir, 1843
- Molops rufus Matits, 1911
- Molops senilis Schaum, 1859
- Molops simplex Chaudoir, 1868
- Molops spartanus (Schaum, 1862)
- Molops stolzi Maezarski, 1913
- Molops striolatus Fabricius, 1801
- Molops thessalicus J. Muller, 1930
- Molops valonensis J. Muller, 1936
- Molops weiratheri J. Muller, 1930
- Molops wiedemanni Chaudoir, 1850
- Molops winkleri Breit, 1914